# Mateo Stamatov
Mateo Marianov Stamatov (in bulgaro Матео Марианов Стаматов?; Pazardžik, 22 marzo 1999) è un calciatore bulgaro, difensore svincolato.

## Carriera

### Club
Nato a Pazardžik, da piccolo si è trasferito con la famiglia a Barcellona, in Spagna, dove è entrato a far parte del settore giovanile dell'Espanyol. Rimasto svincolato dai Blanquiazules, nel febbraio del 2019 è tornato in Bulgaria, firmando con il Septemvri Sofia. Il 16 marzo successivo ha esordito in Părva liga, in occasione dell'incontro perso 6-0 in casa del Ludogorec. Ha concluso la sua prima stagione da professionista con 3 presenze in campionato, senza riuscire ad evitare la retrocessione in seconda divisione.
Nella sessione estiva di calciomercato dello stesso anno, è stato ceduto all'Horta, squadra militante nella quarta divisione spagnola. L'anno successivo è ritornato in Bulgaria vestendo la maglia del Levski Sofia, totalizzando 13 presenze tra campionato e coppa. Nel 2021 è stato acquistato dall'Orenburg, club della seconda divisione russa, con cui ha contribuito alla promozione in massima serie al termine della stagione 2021-2022. Il 21 agosto 2022 ha esordito in Prem'er-Liga, disputando l'incontro perso per 2-0 in trasferta contro il Krasnodar.

### Nazionale
Ha giocato nelle nazionali giovanili bulgare Under-17 ed Under-19.

## Statistiche

### Presenze e reti nei club
Statistiche aggiornate al 18 settembre 2022.
| Stagione        | Squadra         | Campionato      | Campionato | Campionato | Coppe nazionali | Coppe nazionali | Coppe nazionali | Coppe continentali | Coppe continentali | Coppe continentali | Altre coppe | Altre coppe | Altre coppe | Totale | Totale |
| Stagione        | Squadra         | Comp            | Pres       | Reti       | Comp            | Pres            | Reti            | Comp               | Pres               | Reti               | Comp        | Pres        | Reti        | Pres   | Reti   |
| --------------- | --------------- | --------------- | ---------- | ---------- | --------------- | --------------- | --------------- | ------------------ | ------------------ | ------------------ | ----------- | ----------- | ----------- | ------ | ------ |
| feb.-giu. 2019  | Septemvri Sofia | 1L              | 1+2        | 0          | CB              | 1               | 0               |                    | -                  | -                  |             | -           | -           | 4      | 0      |
| 2019-2020       | Horta           | TD              | 21         | 1          |                 | -               | -               |                    | -                  | -                  |             | -           | -           | 21     | 1      |
| 2020-2021       | Levski Sofia    | 1L              | 11+1       | 0          | CB              | 1               | 0               |                    | -                  | -                  |             | -           | -           | 13     | 0      |
| 2021-2022       | Orenburg        | 1D              | 18         | 0          | CR              | 1               | 0               |                    | -                  | -                  |             | -           | -           | 19     | 0      |
| 2022-2023       | Orenburg        | PL              | 4          | 0          | CR              | 2               | 0               |                    | -                  | -                  |             | -           | -           | 6      | 0      |
| Totale carriera | Totale carriera | Totale carriera | 58         | 1          |                 | 5               | 0               |                    | -                  | -                  |             | -           | -           | 63     | 1      |